# Beyond the Beyond
《Beyond the Beyond》（日語：ビヨンド ザ ビヨンド 〜遥かなるカナーンへ〜），是由Camelot开发，索尼电脑娱乐于1995年发行的PlayStation游戏。游戏也是Camelot從世嘉独立后的第一部作品。虽然游戏并非PlayStation上的第一款角色扮演游戏，但在最终幻想和梦幻之星的发布之前，《Beyond the Beyond》是唯一一款在北美发布的传统日式角色扮演游戏。

## 操作
《Beyond the Beyond》基本遵循了角色扮演游戏的惯例。然而游戏有一个当时角色扮演游戏所没有的功能。此功能谓之“主动行动系统”，当玩家在准确的时间内的按下“X”键时，玩家或可增加对敌命中率，或可在敌方攻击时进行防卫。后来的1999年角色扮演游戏《最终幻想VIII》中的定时攻击和此系统类似。
《Beyond the Beyond》的平均通关时间为20－25小时。有人认为加长通关时间主要耗在了漫长而复杂的迷宫、频繁的随机战级困难的头目上。

## 剧情
在古老的Beyond the Beyond世界中，“圣光之众生”和“地狱之术士”发生了激战。在星球被摧毁前，双方签订了离开地表世界的条约。数百年的和平之后，奇怪的事情发生。玩家将控制年轻的剑客芬恩，来阻止打破了该条约并侵略的地表世界邪恶力量。

## 音乐
游戏夜曲由樱庭统谱写，除了本游戏外，樱庭还为Camelot游戏《光明力量III》和黄金太阳系列，以及星海游侠、北欧女神等其他游戏进行了作曲。游戏音乐没有完全利用预先录制的红皮书音频，而代之使用了MIDI音频格式。

## 评价
尽管大多数的媒体强烈批评了游戏，但《Beyond the Beyond》吸引了一定数量的互联网玩家的兴趣。在GameRankings的8个在线独立评价中，游戏的汇总得分为44.4%。其中最高分为电子游戏月刊打出的7.5/10分，而官方PlayStation杂志则给出了0.5/5分的严厉批评。其他几个评价有Game Revolution的C等，Electric Playground的6/10分和GameSpot的5.5/10分。